# Rhinarium
Truffe

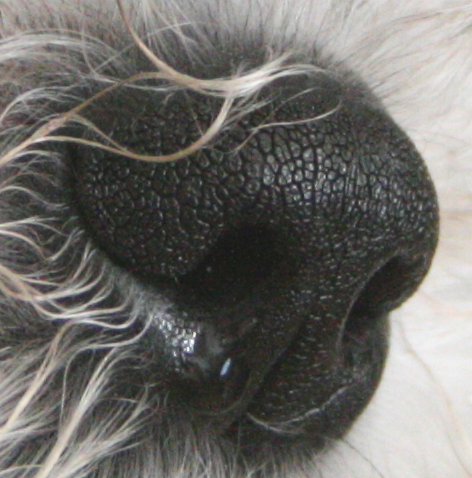
Rhinarium d'un chien avec la ligne philtrum et des créneaux remarquables.

Le rhinarium, informellement désigné sous le nom de « truffe », est la surface sans poils, souvent humide et de température plus froide, qui entoure les narines d'un grand nombre de mammifères, avec absence de soudure de la lèvre supérieure (présence d'une fente, le philtrum).
La truffe est parcourue par de nombreuses rainures qui offrent une apparence granuleuse caractéristique qui maintient la structure toujours humide et augmente la surface de la zone olfactive. Chez les primates simiens, la tendance évolutive vers la disparition du museau, la régression du prognathisme facial et le développement du nez à la place du rhinarium est liée à la réduction de l'appareil olfactif au profit du système tactile et visuel (adaptation à la vie arboricole diurne grâce à des mains et pieds préhensiles et le développement d'aires visuelles assurant une vision binoculaire stéréoscopique et une meilleure coordination dans l'obscurité de la forêt).
La surface externe du rhinarium contient de nombreux capteurs de pression et de température. L'évaporation forcée et rapide de la pellicule d'humidité sous l'effet du vent refroidit la surface de la truffe, ce froid étant perçu par les thermorécepteurs. Ces récepteurs donnent ainsi à l'animal la direction du vent.

## Chez les primates

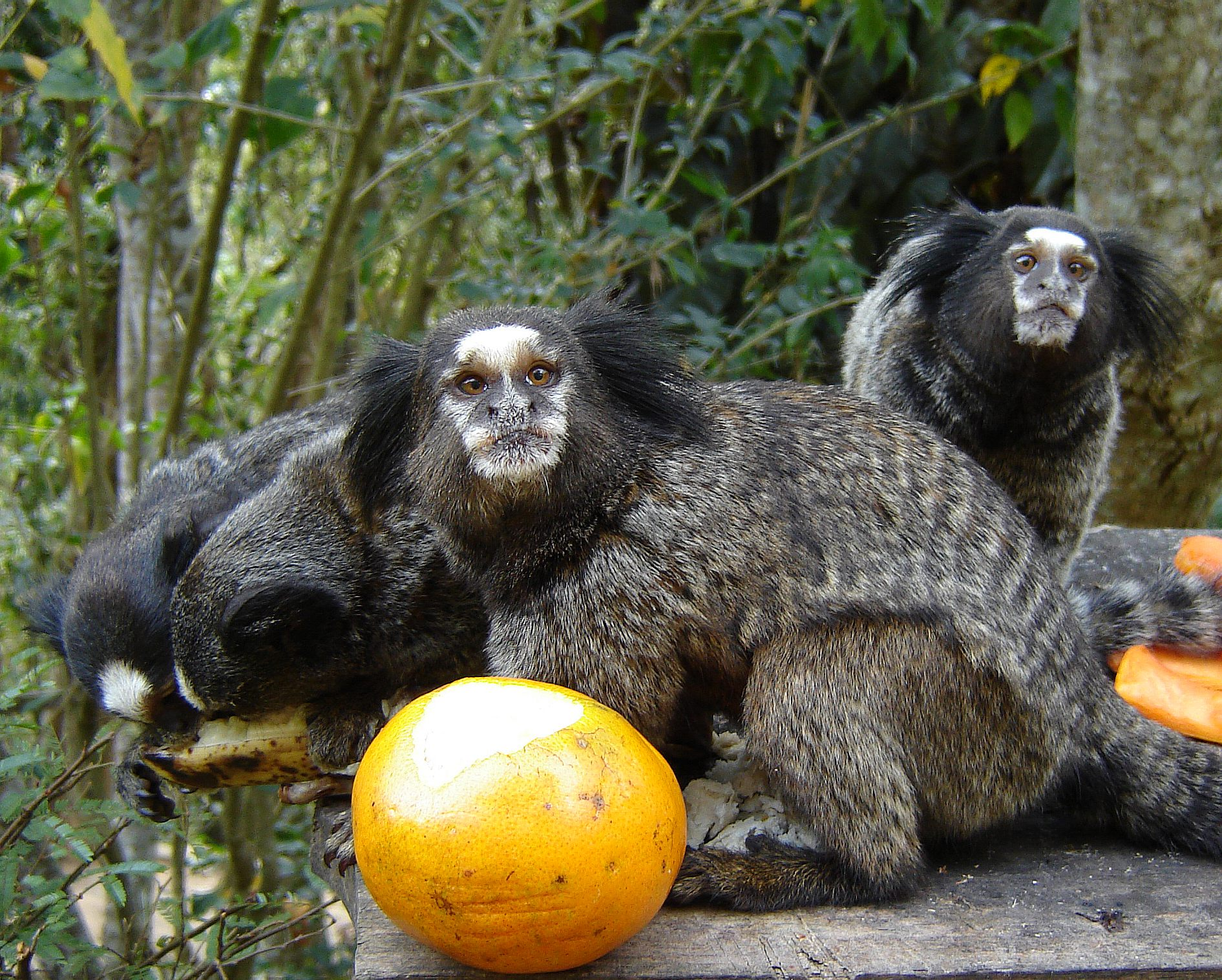
Le Callithrix penicillata possède un nez et non un rhinarium.

Le rhinarium est un caractère ancestral qui n'est présent que chez les Primates les plus éloignés de l'Homme : les Strepsirrhiniens (lémuriens, Loris). Chez les autres primates haplorrhiniens dont l'Homme fait partie, il a évolué en un nez caractérisé par :
- la présence de poils possible entre les narines ;
- la perte des vibrisses autour de la truffe ;
- la soudure complète de la lèvre supérieure et de la fente entre les narines.